# Dream Team
|  | Aquest article tracta sobre una època de la història del Barça. Vegeu-ne altres significats a «Dream Team (desambiguació)». |

El Dream Team (equip dels somnis en anglès) és un terme usat per a referir-se a una època concreta de la història del Futbol Club Barcelona compresa entre els anys 1988 i 1996. Malgrat que actualment es pot usar aquest nom per a fer referència a tot aquest espai de temps, el nom va ser realment utilitzat entre 1991 i 1994, l'època de màxima esplendor esportiva del club.
El terme és un calc del sobrenom amb què es conegué la selecció estatunidenca de bàsquet que guanyà l'or a Barcelona'92, la primera integrada per jugadors professionals de l'NBA.

## Resultats
Després d'una greu crisi esportiva i social, durant el 1988 el club va tornar a contractar Johan Cruyff, aquest cop com a entrenador, fet que marcaria l'estil futbolístic del club des de llavors. La temporada 1988-89, el Barça va acabar segon a la Lliga després de moltes protestes pels errors arbitrals que van afavorir l'etern rival. A la Copa, l'equip cau a quarts de final. Tanmateix, a la Recopa guanya el seu tercer títol el 10 de maig a Berna, en superar a la final la UC Sampdoria italiana per 2-0.
Després d'una temporada de transició en què només s'aconseguí la Copa del Rei en una final disputada contra el Real Madrid a l'estadi de Mestalla (0-2), la dècada dels anys 1990 va ser la millor de la història del Futbol Club Barcelona. Van ser deu anys d'èxits per al club en tots els ordres, tant en el terreny futbolístic com en el de les seccions esportives. L'equip de futbol, entrenat per Johan Cruyff, rebé l'apel·latiu encomiàstic de Dream Team a causa de la forta mentalitat guanyadora que demostrà i la pràctica d'un futbol efectiu i alhora bonic, amb figures com Koeman, Guardiola, Stoítxkov, Romário, Laudrup, Zubizarreta o Bakero entre d'altres.

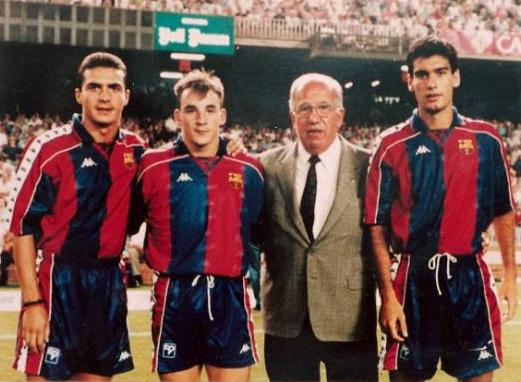
Amor, Ferrer, Mussons i Guardiola el 1992

Durant aquesta etapa l'equip va guanyar quatre Lligues consecutives entre el 1991 i el 1994, tres Supercopes d'Espanya, una Copa del Rei, una Recopa d'Europa, i una Supercopa d'Europa i el 20 de maig de 1992 va conquerir el seu títol més preat: la Copa d'Europa, al mític estadi de Wembley i davant la UC Sampdoria italiana amb anotació de Koeman, un partit que marcaria la història del club. El 1992, la Generalitat de Catalunya concedeix al club la preuada Creu de Sant Jordi.
També en aquest període, cal destacar el 5-0 que l'equip va aconseguir davant el Reial Madrid, amb un hat trick de Romario durant la temporada 1993-94. Aquesta mateixa temporada el Barça pateix una de les derrotes més doloroses de la seva història, cau a la final de la Copa d'Europa per 4-0 a Atenes davant l'AC Milan. Aquesta desfeta gesta el final del "Dream Team." Zubizarreta, Laudrup, Goikoetxea i Salinas deixen el Barça, Romario després de guanyar el Mundial del 1994 arriba amb 23 dies de retard a la concentració blaugrana, Stòitxkov, després d'aconseguir la Pilota d'Or, discuteix amb l'entrenador, i Koeman anuncia que vol tornar als Països Baixos. Tots tres acabarien deixant el club a final de temporada, igual que Eusebio i Txiki Beguiristain. El "dream team" es dissol.
Johan Cruyff intenta refer un equip campió i incorpora un nou bloc d'estrangers amb Prosinecki, Meho Kodro, Popescu i Figo. Dona oportunitats a nous jugadors del planter, com Celades, Roger i De la Peña, juntament amb el seu fill Jordi, que ja havia destacat en el tram final de la temporada anterior. Els resultats no arriben i, per primera vegada des del 1988, l'equip no guanya cap títol oficial. El Barça acaba tercer a la Lliga, perd la final de la Copa del Rei davant l'Atlètic de Madrid i es queda a un pas de la final de la Copa de la UEFA en caure davant el Bayern de Múnic. L'equip va contractar Luis Figo el 1995 per reemplaçar Michael Laudrup, qui es va incorporar al Reial Madrid.
Els diversos enfrontaments entre Cruyff i la directiva esclaten el 18 de maig del 1996. El president Josep Lluís Núñez anuncia la fulminant destitució del tècnic a manca de dues jornades per al final de la Lliga. Les protestes a favor del neerlandès i en contra de la directiva són evidents a l'últim partit de Lliga al Camp Nou.
Molts dels jugadors d'aquell equip van crear vincles estrets amb el club, i la seva carrera esportiva ha evolucionat molt a prop d'aquest un cop es van retirar dels terrenys de joc. És el cas de Txiki Begiristain, que va ser director esportiu del club, Eusebio Sacristán, que va entrenar el Futbol Club Barcelona B o de Josep Guardiola i Sala, que va arribar a ser entrenador del primer equip.

## Jugadors
A continuació es llisten per demarcació els jugadors titulars a cadascuna de les temporades. Goikoetxea i Laudrup apareixen en dues posicions diferents.
|                                                                        |                                                       | Porter Zubizarreta (89-94) Busquets (95-96)                                            |                                                                               |                                                                                    |
| Lateral dret López Rekarte (89-90) Ferrer (91, 93-96) Juan Carlos (92) | Central dret Aloisio (89) Koeman (90-95) Popescu (96) |                                                                                        | Central esquerre Robert (89-90) Nando (91-92) Nadal (93-94, 96) Abelardo (95) | Lateral esquerre Serna (89-91) Goikoetxea (92-93) Sergi (94-96)                    |
|                                                                        | Mig dret Milla (89) Amor (90-95) De la Peña (96)      | Mig-centre Eusebio (89-92) Guardiola (93-96)                                           | Mig esquerre Bakero (89-96)                                                   |                                                                                    |
| Extrem dret Begiristain (89-93, 95) Laudrup (94) Figo (96)             |                                                       | Davanter centre Lineker (89) Laudrup (90-93) Romário (94) Jordi Cruyff (95) Kodro (96) |                                                                               | Extrem esquerre Julio Salinas (89-90) Goikoetxea (91) Stoítxkov (92-95) Roger (96) |
| Entrenador: Johan Cruyff                                               |                                                       |                                                                                        |                                                                               |                                                                                    |

## Palmarès
Els èxits esportius d'aquest equip varen ser històrics i inclouen, entre altres:
- 4 Campionats de Lliga espanyola:
  - 1990-1991, 1991-1992, 1992-1993, 1993-1994
- 1 Copa d'Europa:
  - 1991-1992
- 1 Recopa d'Europa:
  - 1988-89
- 1 Copes del Rei:
  - 1989-90
- 1 Supercopa d'Europa: 
  - 1992
- 3 Supercopes d'Espanya:
  - 1991, 1992, 1994
- 2 Copes de Catalunya:
  - 1990-1991, 1992-1993

Es tracta d'una de les èpoques amb més èxits esportius de tota la història de l'entitat.